# Cosmic Vision
Cosmic Vision is de derde campagne van het Europees Ruimteagentschap (ESA) voor het uitvoeren van onderzoek in de ruimte. Het is de opvolger van de Horizon 2000 en Horizon 2000+ programma’s. Binnen de structuur van de ESA houdt dit programma zich bezig met vragen over astronomie en astrofysica, verkenning van het zonnestelsel en fundamentele fysica. Het Cosmic Vision-programma omvat geen projecten voor de verkenning van Mars of de maan. In 2019 is een start gemaakt met het Voyage 2050 programma, het vervolgprogramma wat zal lopen van 2035 tot 2050.

## Thema’s
De thema's voor Cosmic Vision zijn aangedragen door de wetenschappelijke gemeenschap en in 2004 onder leiding van de ESA Space Science Advisory Committee (SSAC) besproken op een conferentie in Parijs. De thema’s werden in 2005 samengevat in een algemeen plan van ESA met daarin de volgende vragen:
- Wat zijn de voorwaarden voor de vorming van planeten en het ontstaan van leven?
- Hoe werkt het zonnestelsel?
- Wat zijn de fundamentele fysische wetten van het universum?
- Hoe is het heelal ontstaan en waar is het van gemaakt?

In maart 2007 werd een oproep gedaan voor ideeën, die 19 astrofysica, 12 fundamentele fysica en 19 voorstellen voor het zonnestelsel opleverde.

## Classificatie
Deze problemen moesten worden aangepakt door middel van een reeks ruimtemissies die rond de periode 2015-2025 werden en zullen worden gelanceerd. De geselecteerde missies zijn ingedeeld in drie klassen die zich onderscheiden door het toegekende budget.
- Middelzware missies (klasse M) tot 470 miljoen euro.
- Zware missies (klasse L) tot 900 miljoen euro.
- Kleine missies (klasse S) tot 50 miljoen euro. Deze categorie is begin 2010 toegevoegd.[5]
- Snelle missies (klasse F), categorie in 2018 toegevoegd.[6]

Er is ook een mogelijkheid om deel te nemen aan missies van andere ruimteagentschappen in het Missions of Opportunity programma als onderdeel van Cosmic Vision.

## Missies
Op verzoek werden gedurende ongeveer twee jaar enkele van de ingediende voorstellen nader bekeken,waaruit vervolgens de uit te voeren missie werden geselecteerd.